# Manuel Badenes Calduch
Manuel Badenes Calduch (Castelló, 31 d'octubre del 1928 - València, 26 de novembre del 2007), conegut al món de l'esport com a Manolo Badenes, fou un futbolista valencià que jugava com a davanter.
Format al club de la seua ciutat, també va defensar els colors del Barça, València CF, Reial Valladolid i Sporting a la màxima categoria. Amb els castellans va guanyar el Trofeu Pitxitxi del 1958. És el 18è màxim golejador de la Primera divisió, amb 139 gols en 201 partits. La seua mitjana de gols per partit, però, és superior a altres jugadors del seu temps, com ara Di Stefano o César. Malgrat això, només va trobar una certa regularitat al club valencianista i no arribà a debutar amb la selecció espanyola A. Era germà del també futbolista Virgilio Badenes i net d'una germana del guitarrista Francisco Tàrrega.

## Trajectòria
Manolo Badenes va començar a practicar el futbol de menut als voltants del Parc Ribalta. El seu primer equip fou precisament el Peña Ribalta. Amb 15 anys entrà en les categories inferiors del CE Castelló. Dues temporades després debutava amb el primer equip, que llavors jugava a la Primera divisió. Va ser el 3 de novembre del 1946 a El Sequiol davant del CE Sabadell. Badenes va contribuir amb un gol en la victòria albinegra per 4-0. Tan sols va disputar onze partits de Lliga i cap de Copa, i es va apuntar quatre gols. Aquell any el club posava punt final a la seua etapa més gloriosa a la màxima categoria, però Badenes tot just començava la seua.
Les seves actuacions no va passar desapercebudes per als grans equips del futbol espanyol. Amb la mediació de Basilio, va fitxar aquella temporada pel Barça, malgrat que primer havia de reunir-se amb un representant del València CF. Amb l'equip blaugrana va guanyar dues lligues i una Copa Llatina, malgrat que les seves oportunitats als partits oficials foren mínimes. Badenes, però, va marcar 28 gols en els 26 partis que va jugar amb el Barça, tenint en compte els amistosos. La temporada 1949/50 va marxar cedit al Reial Saragossa de segona divisió, aprofitant que havia de fer el servei militar a la capital aragonesa.
Finalment va marxar a defensar el colors dels València CF per substituir Mundo, màxim golejador de la història del club. Badenes no va gaudir de tanta popularitat com l'ariet basc, encara que els seus números van ser, com sempre, extraordinaris: 103 gols en 111 partits oficials, 89 en 96 d'ells en lliga. El més recordat per l'afició de Mestalla tingué lloc el 1951 en un partit davant de l'Atlètic de Madrid. Badenes va superar el porter Marcel Domingo i el defensa Aparicio només amb tres cops de cap i sense deixar que la pilota botara a la gespa, abans de marcar a plaer. Amb el club valencianista va guanyar una Copa del Generalíssim, però va haver de marxar el 1956 en perdre la titularitat davant de Wilkes i per discrepàncies amb la situació esportiva del seu germà Virgilio, llavors jugador del Mestalla.
Posteriorment va jugar a primera per al Reial Valladolid i l'Sporting. Amb els castellans va obtenir l'any 1958 dos guardons individuals: el Trofeu Pitxitxi (compartit amb Di Stefano i el valencianista Ricardo) i el Trofeu Patricio Arabolaza, al jugador que millor reprentava la furia española. A Gijón, malgrat perdre la categoria el primer any, és recordat per marcar el gol número 1.000 del club en un partit de Segona, davant del Racing de Ferrol.
L'any següent Badenes va tornar a Castelló per tal de continuar jugant a la segona divisió. Va tornar a compartir vestidor amb Virgilio, conegut futbolísticament en aquella etapa com Badenes II. El seu rendiment individual va ser molt remarcable. Tot i això, no va poder evitar el segon descens en les dues campanyes que va jugar per a l'equip de la seua terra. Per a tancar la seua vida esportiva va jugar un any més com a aficionat a la UD Oliva.

### Internacional
Manolo Badenes va ser convocat amb la selecció espanyola al novembre del 1955 per a jugar a Dublín i Londres, però no arribà a eixir al camp. Llavors no existien les substitucions i la competència era molt gran amb jugadors com Di Stefano, Kubala, Pahiño o Luis Suárez. Amb la selecció B va disputar els Jocs del Mediterrani de Barcelona 1955, amb unes xifres difícilment imitables: quatre gols front a Grècia i quatre més a Egipte.

## Palmarès
- 2 campionats de Primera divisió: 1948/49 i 1949/50 amb el FC Barcelona.
- 1 Copa del Generalíssim: 1954 amb el València CF.
- 1 Copa Llatina: 1949 amb el FC Barcelona.
- 1 Trofeu Pitxitxi de Primera divisió: 1957/58 amb el Reial Valladolid.
- 1 Trofeu Patricio Arabolaza: 1958 amb el Reial Valladolid.